# Gitarą i piórem (album)
Gitarą i piórem – pierwszy z serii albumów muzycznych powiązanych z audycją radiową „Gitarą i piórem” Janusza Deblessema oraz z festiwalem o tej samej nazwie poświęconych poezji śpiewanej i piosence autorskiej. Płyta ukazała się w październiku 2001 nakładem Polskiego Radia.
Wybór materiału i opracowanie: Janusz Deblessem. W momencie ukazania się albumu, niektóre z zamieszonych na nim piosenek nie były nigdzie wcześniej wydane. Album ukazał się w formie płyty kompaktowej i kasety magnetofonowej

## Lista utworów
| 01. | „Słowa (zaklęcia)” – Lidia Jazgar z zespołem „Galicja” sł. i muz. Ryszard Brączek                                                                                      | 2:04    |
|     | |         |
| 02. | „Takiej drugiej nocy” / „Kto chce bym go kochała” – Grzegorz Turnau i Beata Rybotycka sł. Jarosław Iwaszkiewicz / Maria Pawlikowska-Jasnorzewska, muz. Grzegorz Turnau | 5:57    |
|     | |         |
| 03. | „Pali się fajka nocy” – Ostatnia Wieczerza w Karczmie Przeznaczonej do Rozbiórki sł. Wiesław Kolarz, muz. Henryk Mosna                                                 | 3:24    |
|     | |         |
| 04. | „Jednym szeptem” – Mirosław Czyżykiewicz sł. i muz. Mirosław Czyżykiewicz                                                                                              | 2:09    |
|     | |         |
| 05. | „Klamka zapadła” – Grzegorz Tomczak sł. i muz. Grzegorz Tomczak | 3:44    |
|     | |         |
| 06. | „Odpowiedź” – Przemysław Gintrowski sł. Zbigniew Herbert, muz. Przemysław Gintrowski                                                                                   | 4:42    |
|     | |         |
| 07. | „Jak trawa” – Leszek Wójtowicz sł. i muz. Leszek Wójtowicz | 2:38    |
|     | |         |
| 08. | „Ochroń nas Boże” – Sklep z ptasimi piórami sł. Leszek Aleksander Moczulski, muz. Ryszard Leoszewski                                                                   | 2:45    |
|     | |         |
| 09. | „Bez słów (Chodzą ulicami ludzie)” – Elżbieta Adamiak sł. i muz. Wojciech Bellon                                                                                       | 4:06    |
|     | |         |
| 10. | „Małe miasteczka” – Piotr Bałtroczyk sł. i muz. Piotr Bałtroczyk | 4:28    |
|     | |         |
| 11. | „W pewnym momencie” – Agnieszka Chrzanowska sł. Michał Zabłocki, muz. Agnieszka Chrzanowska                                                                            | 3:55    |
|     | |         |
| 12. | „List do siebie” – Piotr Bukartyk sł. i muz. Piotr Bukartyk | 3:33    |
|     | |         |
| 13. | „Bo jak cię mam zapomnieć (Rondo 2000)” – Tomasz Wachnowski sł. i muz. Tomasz Wachnowski                                                                               | 3:53    |
|     | |         |
| 14. | „Nie musisz mnie kochać” – Igor Jaszczuk i Lubelska Federacja Bardów sł. i muz. Igor Jaszczuk                                                                          | 3:40    |
|     | |         |
| 15. | „Szepty” – Miłka Malzahn sł. Miłka Malzahn, muz. Roch Poliszczuk, Michał Jacaszek                                                                                      | 3:28    |
|     | |         |
| 16. | „Przesiadka” – Tomasz Olszewski sł. i muz. Tomasz Olszewski | 4:25    |
|     | |         |
| 17. | „Życie jest listem” – Antonina Krzysztoń sł. i muz. Antonina Krzysztoń                                                                                                 | 4:45    |
|     | |         |
| 18. | „Piromani” – Andrzej Garczarek sł. i muz. Andrzej Garczarek | 3:29    |
|     | |         |
| 19. | „Sielanka o domu” – Wacław Juszczyszyn sł. Wojciech Bellon, muz. Wacław Juszczyszyn                                                                                    | 3:22    |
|     | |         |
| 20. | [bonus] „A jednak po nas coś zostanie” – Grupa Niebo (Czerwony Tulipan) sł. Bogusław Żmijewski, muz. Stefan Brzozowski                                                 | 2:34    |
|     | |         |
|     | | 1:13:01 |
|     | |         |